# San Juan County (New Mexico)
San Juan County is een county in de Amerikaanse staat New Mexico.
De county heeft een landoppervlakte van 14.281 km² en telt 113.801 inwoners (volkstelling 2000). De hoofdplaats is Aztec.

## Bevolkingsontwikkeling
Bernalillo · Catron · Chaves · Cibola · Colfax · Curry · De Baca · Doña Ana · Eddy · Grant · Guadalupe · Harding · Hidalgo · Lea · Lincoln · Los Alamos · Luna · McKinley · Mora · Otero · Quay · Rio Arriba · Roosevelt · San Juan · San Miguel · Sandoval · Santa Fe · Sierra · Socorro · Taos · Torrance · Union · Valencia